# Vitalina Varela (atriz)
Vitalina Varela (1966) é uma atriz cabo-verdiana.

## Biografia
Varela nasceu em Cabo Verde e casou-se com Joaquin Varela na década de 1980.  Tinham dois filhos. Mais tarde tornou-se um trabalhador migrante que a visitava periodicamente. Joaquin morreu em 2013.  Varela estreou no cinema com um pequeno papel no filme de 2014, Horse Money de Pedro Costa .  Até o momento, era uma atriz amadora, porém, após fazer amizade com Costa, durante as filmagens e à medida que a conheceu, Costa percebeu que ela merecia o seu próprio filme.  
Em 2019, estrelou em Vitalina Varela em seu próprio personagem, dirigido por Costa. A personagem de Varela era casada com um homem que estava construindo uma moradia, mas ele desapareceu misteriosamente. Quase 40 anos depois, ela sai de Cabo Verde e vai para Lisboa para o encontrar, quando descobre que ele havia falecido na semana anterior. Sua personagem visita seu apartamento na favela. Após um tempo, conhece o padre que presidiu o funeral, que ela reconheceu de anos antes.  Varela e o padre debatem a natureza da humanidade e de seu marido, fazendo  monólogos sombrios dirigidos ao fantasma de seu esposo. 
A história baseia-se nas vivências reais de Varela, visto que veio efetivamente a Lisboa três dias após a morte do ex-marido.  Peter Bradshaw, do Guardian, elogiou sua atuação como exibindo "uma dignidade maciçamente imperturbável e um olhar límpido".  Joe Morgenstern, do The Wall Street Journal, escreve que "o rosto de Varela é tão expressivo quanto o de uma estrela do cinema mudo".  Varela recebeu o prêmio de Melhor Atriz no Festival de Locarno, enquanto o filme recebeu o prêmio Leopardo de Ouro. 

## Filmografia
- 2014: Horse Money
- 2019: Vitalina Varela

## ligações externas
- Vitalina Varela no Internet Movie Database